# Comté de Livingston (Illinois)
Pour les articles homonymes, voir Comté de Livingston.
Le comté de Livingston, en anglais : Livingston County, est un comté situé dans l'État de l'Illinois, aux États-Unis. Selon le recensement des États-Unis de 2010, sa population est de 38 950 habitants, estimée en 2016 à 36 526 habitants . Son siège est Pontiac.

## Démographie
Lors du recensement de 2010, la ville comptait une population de 36 526 habitants. Elle est estimée, en 2016, à 36 526 habitants.